# Monopis lamprostola
Monopis lamprostola är en fjärilsart som beskrevs av Edward Meyrick 1918. Monopis lamprostola ingår i släktet Monopis och familjen äkta malar. Inga underarter finns listade i Catalogue of Life.